# واکنش زنجیره‌ای (فیلم ۱۹۸۰)
واکنش زنجیره‌ای (به انگلیسی: Chain Reaction) یک فیلم علمی تخیلی و دلهره‌آور استرالیایی محصول سال ۱۹۸۰ به کارگردانی و نویسندگی ایان بری با بازی استیو بیزلی و آرنا-ماریا وینچستر است. خلاصه داستان این فیلم دربارهٔ یک مهندسی است که در حادثه‌ای بر اثر زلزله به شدت مجروح شده‌است. او می‌داند که زباله‌های هسته‌ای آب‌های زیرزمینی را مسموم می‌کند و می‌خواهد به مردم هشدار دهد.
مل گیبسون در این فیلم حضوری کوتاه دارد. این فیلم در استرالیا درجه M را دریافت کرد.

## فروش فیلم
این فیلم در باکس آفیس استرالیا ۷۹۶٫۰۰۰ دلار استرالیا فروش داشت که معادل ۳٫۶۰۷٫۶۷۷ دلار استرالیا در سال ۲۰۲۱ است.